# Amauronematus sagmarius
Amauronematus sagmarius är en stekelart som beskrevs av Friedrich Wilhelm Konow 1895. Amauronematus sagmarius ingår i släktet Amauronematus, och familjen bladsteklar. Arten är reproducerande i Sverige.